# 山斗乡
山斗乡，是中华人民共和国安徽省黄山市休宁县下辖的一个乡镇级行政单位。

## 行政区划
山斗乡下辖以下地区：
山斗村、金源村和青岭村。